# Anisodactylus consobrinus
Anisodactylus consobrinus är en skalbaggsart som beskrevs av Leconte 1851. Anisodactylus consobrinus ingår i släktet Anisodactylus och familjen jordlöpare. Inga underarter finns listade i Catalogue of Life.